# ミッコ・コクスリエン
ミッコ・コクスリエン（Mikko Kokslien、1985年3月10日 - ）は、ノルウェー・リレハンメル出身のノルディック複合選手。

## プロフィール
コクスリエンは、2003年のノルディックスキージュニア世界選手権で団体銀メダルを獲得、翌2004年の同大会では団体金メダルを獲得した。2005年2月にノルディック複合・ワールドカップデビューを果たした。
チェコのリベレツで開かれた2009年ノルディックスキー世界選手権ノルディック複合の団体で銅メダルを獲得し、同大会の個人ラージヒルでは自己最高の13位となった。
2010年バンクーバーオリンピックでは、個人ノーマルヒルで32位、個人ラージヒルで39位であった。
2010-2011シーズンのワールドカップでは、初勝利をあげて総合で自己最高位の2位となった。2011年ノルディックスキー世界選手権では個人ノーマルヒル6位、個人ラージヒル11位、団体はノーマルヒル・ラージヒルとも銅メダルを獲得した。
2011-2012シーズンは3勝をあげたが総合では3位となった。
2013年ノルディックスキー世界選手権は個人ラージヒル11位、チームスプリント5位。同シーズンのワールドカップ総合は7位だった。
2014年ソチオリンピックでは個人ノーマルヒルに出場し13位となった。
母はフィンランドラハティ出身のフィン人で、ミッコは流暢なフィンランド語を話す。「Søre Ål IL」所属。